# Авиационная лаборатория Гуггенхайма
Авиационная лаборатория Гуггенхайма (англ. Guggenheim Aeronautical Laboratory, GALCIT) — научная организация в структуре Калифорнийского технологического института.

## История
Организована в 1926 году с целью проведения исследований в области аэронавтики. В том году Даниэль Гуггенхейм создал фонд в размере 2,5 млн долларов для открытия авиационных школ в семи университетах, включая Калифорнийский технологический институт. Сумма в 300 000 долларов была предназначена для Калифорнийского технологического института на создание лаборатории и открытие аспирантуры по специальности воздухоплавание.
В 1930 году лабораторию возглавил венгерский учёный Теодор фон Карман (1881—1963), эмигрировавший в том году в Соединенные Штаты. Под руководством Кармана в 1936 году в лаборатории начались работы по созданию ракет. Лаборатория была первой, а с 1936 по 1940 год — единственной университетской лабораторией ракетных исследований. В 1949 году Кармана на посту руководителя сменил Кларк Милликен.
В 1961 году название лаборатории было изменено на Graduate Aeronautical Laboratories, т. о. аббревиатура GALCIT была сохранена. В 2006 году, во время руководства Ареса Росакиса, лаборатория была снова переименована, получив новое название — Graduate Aerospace Laboratories (аббревиатура GALCIT для организации оказалась сохранена), чтобы отразить энергичное возвращение к космический инженерии.
С 1972 по 1985 год лабораторию возглавлял Ханс Липман, с 1987 по 2003 год — Ханс Хорнунг.